# کتاب سال دانشجویی
کتاب سال دانشجویی یکی از جشنواره‌های فرهنگی در ایران است که از سوی جهاد دانشگاهی برگزار می‌شود و به کتاب‌هایی که دانشجویان دانشگاه‌های ایران، نویسنده یا مترجم آنها هستند، جایزه می‌دهد. این جشنواره از سال ۱۳۷۳ آغاز به کار کرد و تا کنون سی دورهٔ آن برگزار شده است.

## منتخبان دورهٔ ۲۷ (۱۳۹۹)

### برگزیده
- سپیده مشایخ امیری/ درسنامه پروتکل بالینی مامایی و زنان/ پزشکی
- سعید کریم‌پور/ متن کامل طومارهای بحر المیت/ تاریخ
- سید مسعود حسینی/ ایدئالیسم هگل، خشنودی‌های خودآگاهی/ فلسفه
- سهند سلطان‌دوست/ مکتوبات فارسی در بابا موسیقی قرن ۵ تا ۹ هجری قمری/ هنر
- اعظم دالمن و محبوبه عموشاهی/ تکوین و هیستوفیزیولوژی دستگاه تولیدمثل/ زیست‌شناسی

### شایستهٔ تقدیر
- لیلا راشکی قلعه‌نو/ انجماد اسپرم انسان/ پزشکی
- مرتضی غلامی‌نژاد/ بافت‌شناسی پایه جان کوییرا/ پزشکی
- عباس موزیری/ درسنامه خانواده‌درمانی و زوج‌درمانی/ روان‌شناسی
- سمیه معتضدیان/ درمان اختلالات روانشناختی بارلو/ روان‌شناسی
- ملیحه گزی مارشک/ زاد آخرت/ زبان و ادبیات فارسی
- علی سیبویه/ راهنمای مدیران برای به‌کارگیری تفکر سیستمی/ مدیریت
- امیرمحمد اسماعیلی/ اسلام و روابط بین‌الملل: مشارکت‌ها در نظریه و عمل/ علوم سیاسی
- ملیکا خلیل‌اللهی/ حمایت حقوقی از گیاهان دارویی ایران/ حقوق
- سعید شوکتی بصیر/ فیزیولوژی ورزشی ویژه گروه‌های خاص/ تربیت بدنی
- فرهاد بیرانوند/ فیزیولوژی تنش‌های غیرزیستی در محصولات باغبانی/ کشاورزی
- محسن غلامی/ حقوق مخاطب در تبلیغات تجاری رسانه/ مطالعات رسانه
- مصطفی لعل شاطری/ نخستین رویارویی‌های هنر ناصری با هنر غرب/ هنر
- صدیقه معین‌مهر/ بنیان‌های حیات پایدار در معماری محله/ معماری
- مصطفی اسماعیلی شایان/ اصول طراحی و کاربرد سامانه‌های خورشیدی/ مکانیک
- المیرا رضایی زنوز/ زیست‌شناسی و پزشکی ترمیمی/ زیست‌شناسی

## منتخبان دورهٔ ۲۹ (۱۴۰۱)

### برگزیده
- بخش پزشکی و دامپزشکی، شاخه دامپزشکی: امیر امیرخانی برای ترجمه کتاب «دارونامه هوشمند و مرجع اطلاعات دارویی دامپزشکی»
- بخش علوم پایه، شاخه فیزیک: نعمت‌الله حیدرلو برای تألیف «مبانی حفاظ‌سازی تابش در پزشکی: راهنمای عملی در طراحی حفاظ دستگاه‌های پرتو پزشکی یون‌ساز»
- بخش کشاورزی و منابع طبیعی، شاخه کشاورزی: احسان پرندی برای تألیف «فناوری پیشرفته در بسته‌بندی مواد غذایی»
- فنی و مهندسی، شاخه مهندسی نساجی: ناهید خزدوز برای تألیف کتاب «منسوجات فنی: منسوجات محافظتی، خانگی، ورزشی و خودرویی»
- بخش علوم انسانی، شاخه حقوق: علی عزیزی برای تألیف «دادگاه‌های حل مسئله در حقوق کیفری ایران»
- هنر و معماری، شاخه هنر: سید امیرحسین حسنی طباطبائی برای ترجمه «سازوکار هنر: کاوشی روان‌شناختی»

### شایستهٔ تقدیر
- پزشکی و دامپزشکی، شاخه پزشکی: اکبر درگلاله برای تألیف «کتاب جامع ترومبوز و هوستاز ایران» و مجید متقی‌نژاد برای ترجمه «فارماکولوژی رنگ و دیل»
- علوم پایه، شاخه شیمی: مهدی شیخی برای ترجمه «مبانی پلیمر و سنتز پلیمرها»
- فنی و مهندسی، شاخه مهندسی کامپیوتر و فناوری اطلاعات: حامد حیدری برای ترجمه «روندهای فناوری که چهارمین انقلاب صنعتی را پیش می‌برند»
- علوم انسانی، شاخه مدیریت: مصطفی مطلبی کربکندی برای تألیف «دانشگاه آینده، با نگاهی به روندهای جهانی و ملی»
- علوم انسانی، شاخه علوم اجتماعی: مینو سلیمی برای تألیف «درآمدی بر انسان‌شناسی فاجعه»
- علوم انسانی، شاخه ارتباطات و رسانه: محمد جواد نوروزی اقبالی برای تألیف «سایه روشن‌های تقوا در فضای مجازی»
- علوم انسانی، شاخه زبان و ادبیات فارسی: سید احمد میرزاده برای تألیف «در هفت آینه: نقد و بررسی کتاب‌های نظری شعر کودک و نوجوان در ایران»
- علوم انسانی، شاخه تربیت بدنی: محمود محبی برای ترجمه «روان‌شناسی تمرین کاربردی؛ سفری چالش‌برانگیز از انگیزش تا پایبندی»
- هنر و معماری، شاخه معماری: شهین فرخی برای تألیف «انعطاف‌پذیری در معماری»
- بخش ویژه؛ شاخه علوم انسانی اسلامی: علی ابراهیم‌پور برای تألیف «روش‌شناسی جریان‌شناسی به مثابه نظریه-روشی میان‌رشته‌ای»
- بخش ویژه؛ شاخه اقتصاد مقاومتی دو تولید ملی: علیرضا زمانی برای ترجمه «دستبرد ناپیدا»

## منتخبان دورهٔ ۳۰ (۱۴۰۲)

### برگزیده
- محمدصابر قادریان برای ترجمه کتاب «پرسش و پاسخ در MRI پایه»
- عادل میرزا علیزاده برای کتاب «سم‌شناسی مواد غذایی»
- کیوان کیومرثی برای کتاب «تکنولوژی باتری از اصول تا نحوه رفتار مواد و قطعات»
- محمد کشاورز برای کتاب «دلگویه‌های پیرمرد؛ بررسی و تحلیل ستون طنز نشریه بابا شمل»
- محمد حکم‌آبادی برای کتاب «عملیات احیا».

### شایستهٔ تقدیر
- راحله جهانبانی برای کتاب «بیولوژی کمپبل ۲۰۲۱»،
- مرضیه کارگر جهرمی برای کتاب «تمرین، تکلیف و تفکر انتقادی در کارآموزی مهارت‌های بالینی پرستاری»
- نسرین اکبری برای کتاب «به‌نژادی مولکولی برای بهبود تحمل تنش شوری در گیاهان»
- فلورا فرخی برای کتاب «اصول و مبانی تجهیزات فراوری مواد غذایی»
- قاسم محمدزاده برای کتاب «لیگنین؛ بیوسنتز و تحول برای کاربردهای صنعتی»
- رضا فریدزاده برای کتاب «واکاوی نهاد زیست‌بوم کارآفرینی دانشگاهی»
- علی آزادی احمدآبادی برای کتاب «جامعه شبکه‌ای؛ شاخه ارتباطات و رسانه»
- سیامک پاکباز برای کتاب «شرح قانون مدنی فرانسه»
- ایمان عباس‌نژاد برای کتاب «اخلاق‌شناسی نوین؛ نظریه‌های اخلاقی»
- ابوالفضل قربانی برای کتاب «تحول‌پذیری یک مکان»
- محمد وجدانی برای کتاب «فرهنگ، رشد و سیاست اقتصادی».